# Šjan MA600
Šjan MA600 (MA pomeni Modern Ark) je dvomotorno turbopropelersko regionalno potniško letalo kitajskega proizvajalca Šjan. Šjan MA600 je nadgrajena verzija letala Šjan MA60. Šjan MA60 je sam baziran na Šjan Y-7 - kitajski različici družine letal An-24/26.
Šjan je predstavil MA600 29. junija 2008 in izvedel prvi leta septembra 2008. Novo letalo ima novo zahodno avioniko, modernizirano kabino in močnejše motorje Pratt & Whitney Canada PW127J.
Do oktobra 2008 je zbral 136 naročil iz Afrike, Azije in Latinske Amerike.

## Tehnične specifikacije
- Posadka: 2
- Kapaciteta: 60 potnikov
- Dolžina: 24,71 m (81 ft)
- Razpon kril: 29,20 m (95,80 ft)
- Višina: 8,858 m (29,06 ft)
- Prazna teža: 13 730 kg (30 269 lb)
- Maks. vzletna teža: 21 800 kg (48 060 lb)
- Motorji: 2 × Pratt & Whitney Canada PW127J turbopropi, 2 148 kW (2 880 KM) vsak
- Maks. hitrost: 514 km/h (278 vozlov)
- Dolet: 1 430 km (775 nm) z 56 potniki in rezervo
- Višina leta (servisna): 7 622 m (25 000 ft)